# Шен-Бужри
Шен-Бужри — коммуна кантона Женева в Швейцарии. Занимает 9 место по численности населения в кантоне Женевы.

## История
Шен-Бужри впервые упоминается в 1270 году под названием Quercus (лат. «Дуб»). В 1801 году — упоминается как Chêne-les-Bougeries.
На протяжении почти всей истории Шен-Бужри не была заселена. Основным учреждением была больница по лечению лепры. В 16 веке, когда от заболевания было получено лекарство Шен-Бужри начала активно развиваться.
Во время французской революции территория была оккупирована Францией. В 1798 году коммуна была вынуждена объединиться с соседними коммунами Шен-Тоне и Шен-Бург для создания объединения Труа-Шен. Тем не менее в 1801 году коммуна вернула свой независимый статус.
В 1816 году Шен-Бужри стала частью швейцарской Женевы, в то время как Шен-Тоне был переименован в Тоне во время решения об отделения от Шен-Бурга в 1869 году.
В настоящее время эти три коммуны иногда упоминаются как Труа-Шен. Они ведут совместную деятельность в области медицины, социальных программ, культурных и спортивных мероприятий.
Несмотря на то, что Шен-Бужри на протяжении длительного времени считалась сельскохозяйственным регионом, сейчас она становится резиденцией для состоятельных горожан, так как находится рядом с Женевой.

## География
Площадь Шен-Бужри составляет 4,13 км² (по состоянию на 2019 год). Из них 0,42 км² используется для сельскохозяйственных нужд, 0,24 км² занимают леса. На остальной территории 3,44 км² сооружения и дороги. Реки и озера занимают 1% от всей площади коммуны.
По застройке в Шен-Бужри здания занимают 66.8%; транспортная инфраструктура 11,6%; парки, зеленые насаждения, спортивные поля 3,9%.
Коммуна расположена слева от озера Женевы и по правой стороне от реки Сейма. Шен-Бужри соединяется с Женевой тремя основными дорогами, а также трамвайной и автобусной линией.
Коммуна состоит из центральной части и кварталов Гранд-Канал, Малагну, Ле Валлон, Конче. Современные комплексы — Ла Градель, Ла Монтань.
В состав Шен-Бужри входят территориальные единицы или деревни: Boucle-de-Conches, Conches-La-Petite-Paumière, Conches-Vert-Pré, Bougeries-Clos-du-Velours, Bougeries-Chapeau, Chevillarde-Ermitage, Grange-Canal, Gradelle, Grange-Falquet, Rigaud-Montagne, Chêne-Bougeries village.

## Демография
По состоянию на декабрь 2020 года население составляет 12,622 человек. В 2008 году 31,2% населения были резидентами других стран.
Большинство населения разговаривает на французском (78%), на английском — 6%, на немецком — 4,9%.

В 2008 году 46,9% населения составляли мужчины и 53,1% женщины. Общее население состоит: 30,7% мужчины (швейцарцы), 16,2% мужчины (другие национальности), 36,9% женщины (швейцарки), 16,2% (другие национальности).
В 2008 году родился 91 ребёнок, 25 из которых родились у нешвейцарских граждан. За этот же период было зарегистрировано 136 смертей, 20 из которых приходятся на граждан других стран. Не учитывая миграцию, коренное население коммуны сократилось на 50 и увеличилось на 5 человек. 12 мужчин и 23 женщины, имеющие гражданство Швейцарии, эмигрировали из страны.
За это же время в коммуну иммигрировали 98 мужчин и 109 женщин из других стран. Известный французский актёр Ален Делон, получивший 23 сентября 1999 года гражданство Швейцарии, владеет виллой в Шен-Бужри и живёт там со своими двумя детьми. За 2008 года общий прирост населения коммуны (из всех источников, включая переселение из других муниципалитетов) составил 178 человек (1,8%), 100 из которых являлись гражданами других стран.
По состоянию на 2000 год 22,6% населения приходилось на детей и подростков от 0 до 19 лет, 57,8% приходилось на взрослое население от 20 до 64 лет, 19,6% составило население пожилого возраста старше 64 лет.
По состоянию на 2000 год никогда в браке не состояли или же не состояли в браке на текущий момент 3,841 человек. 4,534 человека состояли в браке, 657 были вдовцами/вдовами и 727 человек были разведены.

## Известные личности
- Ален Делон — французский актёр, владеет поместьем в коммуне
- Жан Шарль Леонар Симонд де Сисмонди — швейцарский экономист и историк
- Казимир Декандоль — ботаник
- Мария Якунчикова — русская художница, провела последние годы своей жизни
- Эрик Трюффаз — известный джазовый трубач, родился в Шен-Бужри.
- Сен-Урс Жан-Пьер — художник-графист
- Никола Вулоз — футболист (клуб «Серветт»)
- Кевин Мбабу — футболист (клуб «Фулхэм»)

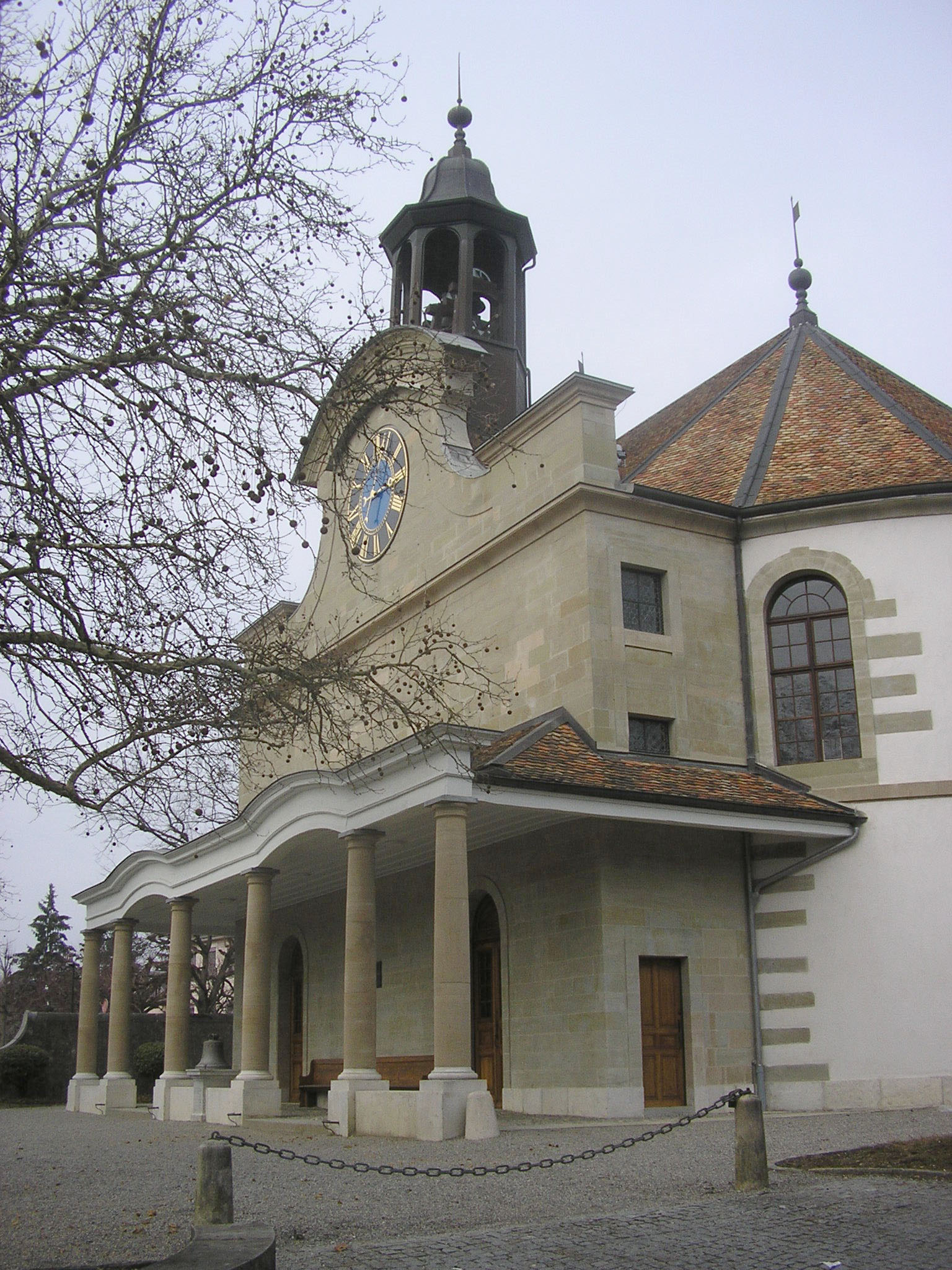
Храм Шен-Бужри

## Объекты культурного наследия
- Grange Falquet
- Храм Шен-Бужри (был построен в 1758 году)[4]

## Политика
Парламент состоит из 32 человек с преобладанием членов из Свободной партии Женевы. Мэрия состоит из 3 человек. По состоянию на 2021 год мэр - Флориан Гросс.
На федеральных выборах 2007 года самой популярной партией была Либеральная партия Швейцарии, получившая 27,61% голосов. Другими наиболее популярными партиями стали Швейцарская народная партия (20,1%), Социал-демократическая партия Швейцарии (14,54%) и Зелёная партия Швейцарии (14,07%). На федеральных выборах явка избирателей составила 53,0%.
В 2011 году все муниципалитеты провели местные выборы, а в Шен-Бужри было открыто 25 мест в муниципальном совете. Из 7207 зарегистрированных избирателей проголосовал 3131 (43,4%). Из 3131 голосов было 18 воздержавшихся голосов, 11 недействительных или нечитаемых голосов и 147 голосов с именем, которого не было в списке.

### Члены Административного совета (созыв 2020-2025)
Исполнительная власть общины, вступившая в должность 1 июня 2020 года, состоит из следующих лиц:
| Имя                   | Партия                                    | Должность                     | Обязанности (Période 2022-2023) |
| --------------------- | ----------------------------------------- | ----------------------------- | --- |
| Флориан Гросс         | Зелёная партия Швейцарии                  | Член административного совета | Финансы и управление контролем Инфраструктура и здания Климатический план общины Коммунальная техническая служба Расширенные внешние пространства Спорт |
| Мэрион Гарсиа-Бедэтти | Свободная демократическая партия.Либералы | Мэр                           | Муниципальная полиция Социальная связь и здоровье Дошкольное воспитание, школы и молодежь Культура                                                      |

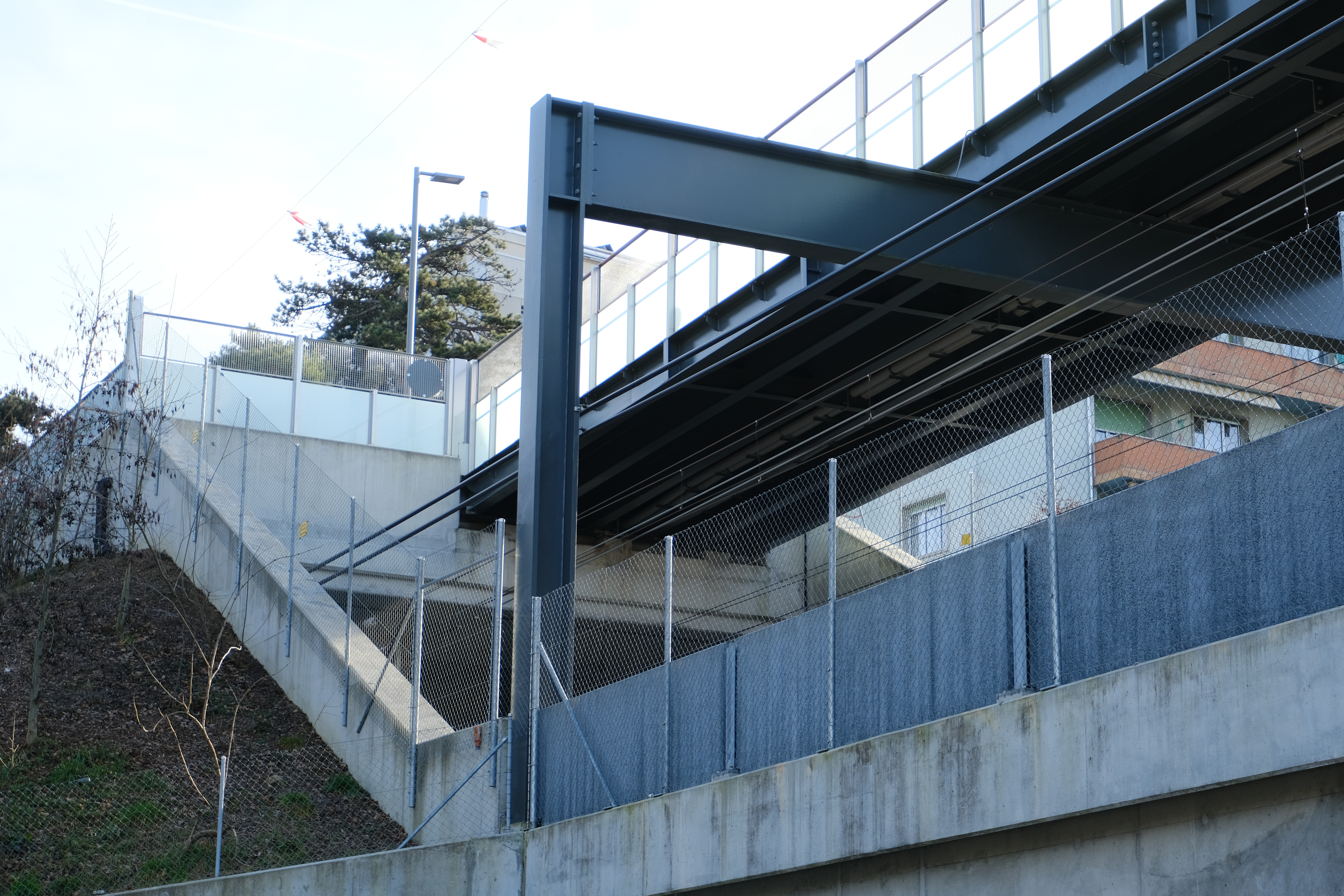
Шен-Бужри

| Жан-Мишель Карр       | Зелёная партия Швейцарии                  | Член административного совета | Территория, здания и деревня наследия Биоразнообразие, природное наследие Пожарная безопасность Службы спасения Технологии и коммуникации               |

## Экономика
По состоянию на 2010 год уровень безработицы равен 4%.
В 2008 году в ведущей отрасли экономики было занято 5 человек и действовало 2 предприятия. Во вторичном секторе было задействовано 297 человек и 51 предприятие. 2835 человек и 283 предприятия были задействованы в сфере услуг.
В 2008 году 2536 человек занимали равноценные должности с полной занятостью. Количество рабочих мест в основном секторе составляло 4, все из которых были в сельском хозяйстве. Количество рабочих мест во вторичном секторе составляло 287, из которых 62 или (21,6%) были в обрабатывающей промышленности и 225 (78,4%) в строительстве. Количество рабочих мест в сфере услуг составляло 2 245 человек. В сфере услуг 8,8% мест приходилось на оптовую или розничную торговлю или ремонт автомобилей, 1,3% - на транспортировку и хранение товаров, 3,4% - на отельно-ресторанный бизнес, 2,4% - на информационную индустрию, 0,9% приходились на сферу страхования и финансов, 6,9% - на технических специалистов или ученых, 24,9% мест приходилось на сферу образования и 42,7% - на сферу здравоохранения.

## Религия
Согласно переписи в 2000 году, на территории проживает 35,3% католиков, 22,3% протестанты, 2,45% ортодоксы, 2,91% евреи, 2,42% мусульмане, 22,08% атеисты, 9,92% без определённого вероисповедания.

## Образование
26,4% населения Шен-Бужри имеет средне-специальное образование, 28,7% имеет высшее образование (из них 38,4% —  мужчины (швейцарцы), 33,6% — женщины (швейцарки), 16,3% — мужчины (другие национальности), 11,8% — женщины (другие национальности).
В период с 2009 по 2010 год 1868 учеников числилось в школьной системе Шен-Бужри. Система образования в кантоне Женева позволяет маленьким детям посещать два года необязательного детского сада.
В течение того учебного года в подготовительном классе дошкольного воспитания обучалось 135 детей. Школьная система кантона предусматривает два года необязательного детского сада и шесть лет обязательной начальной школы, при этом некоторые из детей посещают небольшие специализированные классы. В Шен-Бужри 214 учеников посещали детский сад или начальную школу, а 37 учеников учились в специализированных классах.
Программа средней школы состоит из трех младших обязательных лет обучения, за которыми следуют от трех до пяти лет факультативных школ продвинутого уровня. Из муниципалитета было 376 учащихся старших классов средней школы, а также 73 учащихся, которые обучались по профессиональной неуниверситетской программе. Ещё 519 учеников посещали частную школу.
В 2000 году в Шен-Бужри обучалось 2350 учеников из другой коммуны, а 921 ученик посещал школы за пределами Шен-Бужри.